# (10254) Hunsrück
(10254) Hunsrück ist ein Asteroid des Hauptgürtels. Er wurde am 29. September 1973 von Cornelis Johannes van Houten, Ingrid van Houten-Groeneveld und Tom Gehrels entdeckt. Der Asteroid wurde am 14. Juni 2003 nach dem Hunsrück benannt.